# Henry Darcy
Henry Philibert Gaspard Darcy (fr ( odsłuchaj); ur. 10 czerwca 1803, zm. 3 stycznia 1858) - francuski inżynier, zajmujący się głównie dziedziną hydrauliki. Wynalazł prawo Darcy'ego dotyczące przepływu w ośrodkach porowatych.

## Dzieciństwo
Darcy urodził się 10 czerwca 1803 roku w Dijon, we Francji. Jego ojciec - Joseph był poborcą podatkowym z Dijon, a matka - Agathe Serdet była córką prokuratora parlamentu burgundzkiego. Miał młodszego brata Huguesa.
Jego pierwsze imię brzmiało Henry, chociaż w wielu źródłach, chociażby takich jak notatki nekrologowe, pojawia się francuska pisownia tego imienia Henri. Darcy na co dzień używał jednak zanglicyzowanej pisowni.
Ojciec Henry'ego zmarł w 1817 roku, gdy Darcy miał zaledwie 14 lat. Sytuacja ekonomiczna rodziny stała się trudna, jednak matce zależało na wykształceniu synów i w związku z tym pożyczała pieniądze na opłacenie dla nich nauczycieli. W wieku 12 lat Henry zdobył stypendium, które umożliwiło mu dalszą naukę. W wieku 18 lat zdobył nagrody z fizyki i matematyki oraz zdał egzamin wstępny do École Polytechnique (Politechniki) w Paryżu. Po ukończeniu studiów Darcy wstąpił do Ecole des Ponts et Chaussées (Szkoły Mostów i Dróg), a po ukończeniu studiów dołączył do Corps des Ponts et Chaussées (Korpusu Mostów i Dróg), gdzie spędził całą swoją karierę.
W maju 1827 r. na prośbę departamentu Côte d’Or Darcy został przydzielony do Dijon. W 1828 r., po awansie na zwykłego inżyniera, poślubił Henriette Carey, córkę anglikańskiego duchownego z wyspy Guernsey i siostrę kolegi z dzieciństwa. Henry i jego żona nie mieli dzieci.

## Kariera inżynierska

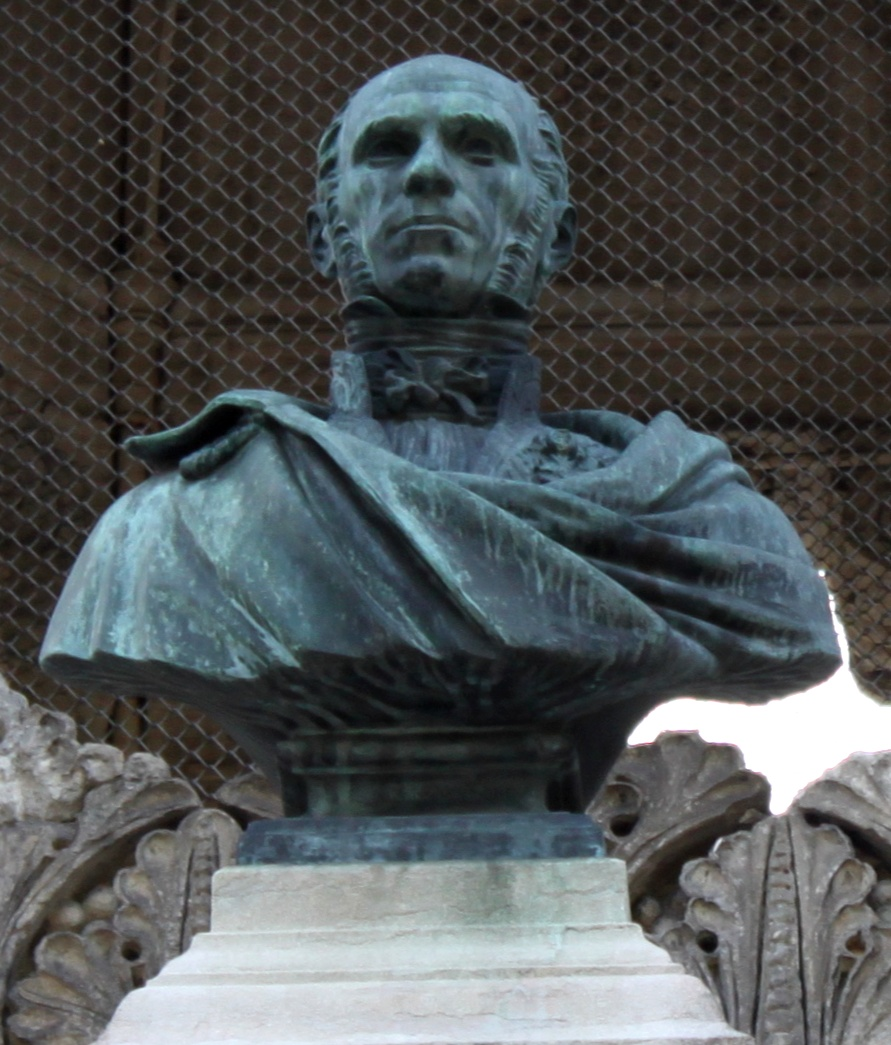
Popiersie Darcy’ego w Ogrodzie Darcy’ego w Dijon

W dzieciństwie Henry chorował z powodu spożywania zanieczyszczonej wody. Wtedy przysiągł sobie, że jeśli tyko będzie miał okazję, to w przyszłości będzie chciał zająć się tematem oczyszczania wody. Epidemia cholery w 1832 r. jeszcze bardziej zmobilizowała go do tych wysiłków.
W kwietniu 1832 r. (po tym jak próby dostarczenia odpowiedniej ilości świeżej wody za pomocą studni zakończyły się niepowodzeniem) burmistrz Dijon poprosił Darcy'ego o przygotowanie raportu na temat sposobów dostarczania wody do miasta. Darcy zajął się tym tematem z entuzjazmem, m.in. studiując historyczne źródła oraz konsultując się z mieszkańcami.
W ramach prac nad projektem zbudował 12-kilometrową podziemną linię wodociągową. System dystrybucji w Dijon dostarczał bezpłatną, czystą wodę pitną do 142 ulicznych fontann rozmieszczonych w odstępach 100 m. Dzięki temu miasto stało się drugim co do wielkości miastem w Europie pod względem zaopatrzenia w wodę, po Rzymie.
Darcy (przy wsparciu burmistrza Dijon, Victora Dumaya i prefekta Côte-d'Or, Achille'a Chapera) przyczynił się również do powstania kolei w Dijon. W 1844 roku zaprojektował trasę linii kolejowej Paryż-Lyon przez Dijon. Zawdzięczamy mu również budowę tunelu Blaisy-Bas w pobliżu Dijon.
W tym okresie zmodyfikował równanie Prony'ego służące do obliczania strat ciśnienia spowodowanych tarciem. Po dalszych modyfikacjach wprowadzonych przez Juliusa Weisbacha równanie to stało się równaniem Darcy'ego–Weisbacha.
W 1848 roku został naczelnym inżynierem departamentu ze stolicą w Dijon. Niedługo potem opuścił Dijon z powodu nacisków politycznych, ale awansował na stanowisko naczelnego dyrektora ds. gospodarki wodnej i chodników w Paryżu. Na tym stanowisku mógł bardziej skupić się na badaniach z zakresu hydrauliki, a w szczególności na stratach przepływu i tarcia w rurach. W tym okresie udoskonalił konstrukcję rurki Pitota.
W 1855 r. zrezygnował ze stanowiska ze względu na zły stan zdrowia, pozwolono mu jednak kontynuować badania w Dijon. Jego obszarem zainteresowań była mechanika filtracji wody. W latach 1855 i 1856 przeprowadził eksperymenty, w których woda przepływała przez kolumnę wypełnioną piaskiem. W wyniku tych eksperymentów ustalono prawo znane jako prawo Darcy'ego. Początkowo opracowano je do opisu przepływu przez piasek, a obecnie jest powszechnie stosowane, np. do obliczania oporu przepływu przez dowolny typ ośrodka porowatego. Na jego cześć nazwano Darcy'ego, jednostkę miary przepuszczalności materiału .
Darcy zmarł na zapalenie płuc w czasie podróży do Paryża w 1858 roku i został pochowany na Cimetière de Dijon (dawniej znanym jako Péjoces) w Dijon .